# Peter Velits
Peter Velits (Bratislava, 21 de febrer de 1985) és un ciclista eslovac, professional del 2007 al 2016. Son germà bessó Martin també és ciclista professional.
Abans de passar a professional aconseguí nombroses victòries en categories inferiors, entre elles quatre campionats nacionals i el Campionat del món sots-23 de 2007.
En el seu palmarès destaca una victòria d'etapa a la Volta a Espanya de 2010.

## Palmarès
- 2002
  - 1r a la Cursa de la Pau júnior
- 2003
  -  Campió d'Eslovàquia en ruta sub-19
  -  Campió d'Eslovàquia de contrarellotge sub-19
  - 1r al Tour de Lorena júnior
  - 1r a la Cursa de la Pau júnior
- 2005
  -  Campió d'Eslovàquia de contrarellotge sub-23
  - Vencedor d'una etapa de la Volta a Navarra
- 2006
  -  Campió d'Eslovàquia de contrarellotge sub-23
  - 1r al Giro del Cap i vencedor d'una etapa
  - 1r al Gran Premi Kooperativa
  - Vencedor d'una etapa del Gran Premi Tell
- 2007
  -  Campió del món en ruta sub-23
  - 1r al Gran Premi de Fourmies
- 2009
  - 1r al Gran Premi del cantó d'Argòvia
- 2010
  - Vencedor d'una etapa de la Volta a Espanya
- 2012
  -  Campió del món en contrarellotge per equips
  -  Campionat d'Eslovàquia en contrarellotge
  - 1r al Tour d'Oman
- 2013
  -  Campió del món en contrarellotge per equips
  -  Campionat d'Eslovàquia en contrarellotge
- 2014
  -  Campió del món en contrarellotge per equips
  -  Campionat d'Eslovàquia en contrarellotge

### Resultats al Tour de França
- 2008. 58è de la classificació general
- 2009. 32è de la classificació general
- 2011. 19è de la classificació general
- 2012. 27è de la classificació general
- 2013. 25è de la classificació general
- 2014. 27è de la classificació general

### Resultats a la Volta a Espanya
- 2010. 2n de la classificació general.[1] Vencedor d'una etapa
- 2015. No surt (18a etapa)